# Tocuyo de la Costa (Venezuela)
Pour les articles homonymes, voir Tocuyo.
Tocuyo de la Costa est la capitale de la paroisse civile de Tocuyo de la Costa de la municipalité de Monseñor Iturriza de l'État de Falcón au Venezuela.